# 最上町

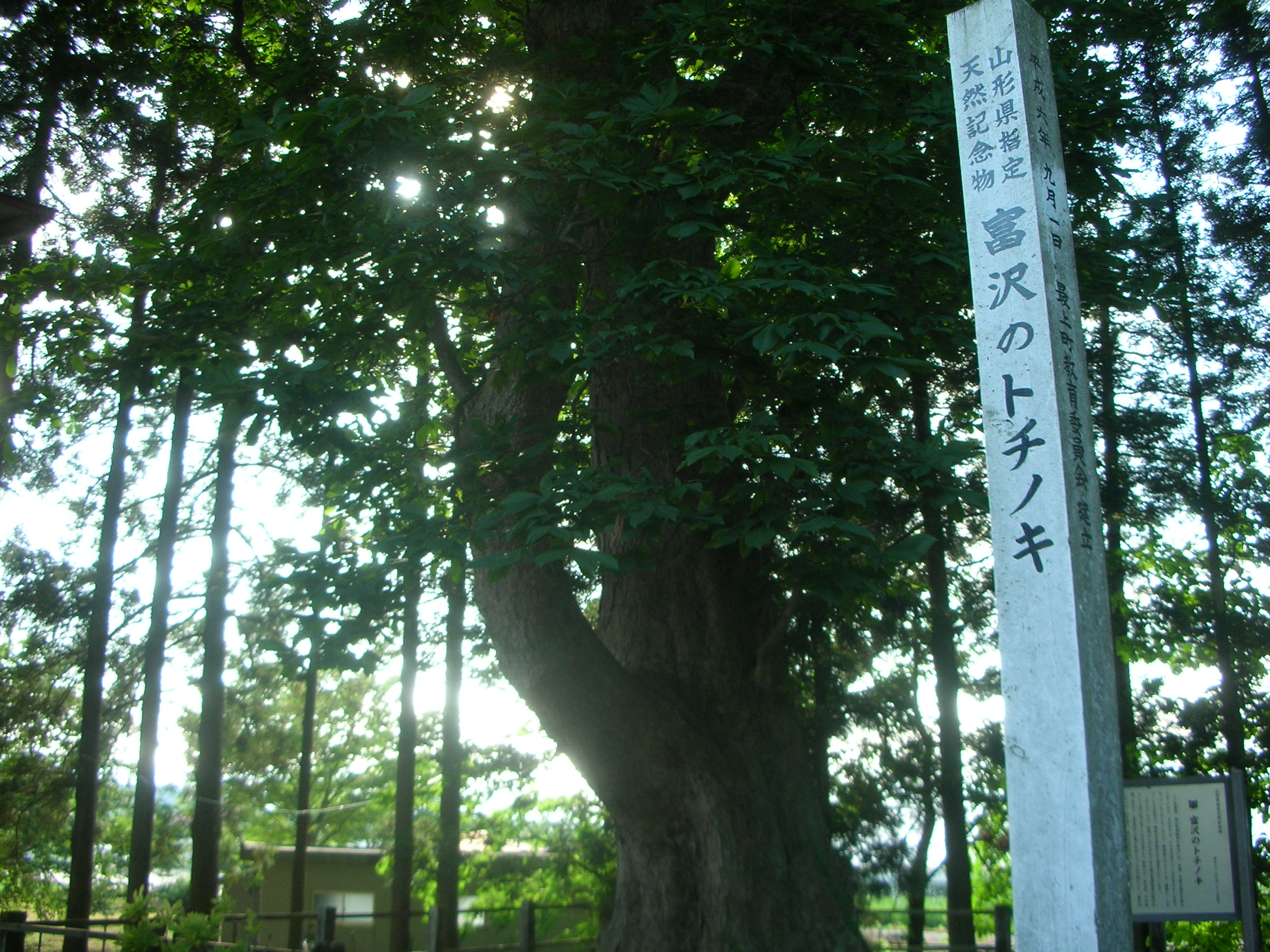
富沢のトチノキ

最上町（もがみまち）は、山形県北東部にある町。

## 地理
周囲を奥羽山系の山に囲まれた盆地（小国盆地）にあり、地理的に他の町村とは隔絶している。
- - 山：神室連峰（神室山、小又山、火打岳、八森山、杢蔵山）、禿岳、翁山
  - 河川：最上小国川(小国川) ※最上町の名があるが、最上川は町域を流れていない、鳥出川、絹出川、白川、黒沢川
  - 湖沼

## 字
- 大堀
- 黒澤
- 堺田
- 志茂
- 月楯
- 冨澤
- 東法田
- 法田
- 本城
- 満澤
- 向町
- 若宮

### 人口
| |                                        |  |
| 最上町と全国の年齢別人口分布（2005年） | 最上町の年齢・男女別人口分布（2005年） |  |
| ■紫色 ― 最上町 ■緑色 ― 日本全国 | ■青色 ― 男性 ■赤色 ― 女性              |  |
| 最上町（に相当する地域）の人口の推移 \| 1970年（昭和45年） \| 14,015人 \| \| \| 1975年（昭和50年） \| 13,520人 \| \| \| 1980年（昭和55年） \| 13,190人 \| \| \| 1985年（昭和60年） \| 13,007人 \| \| \| 1990年（平成2年） \| 12,541人 \| \| \| 1995年（平成7年） \| 12,174人 \| \| \| 2000年（平成12年） \| 11,483人 \| \| \| 2005年（平成17年） \| 10,761人 \| \| \| 2010年（平成22年） \| 9,847人 \| \| \| 2015年（平成27年） \| 8,902人 \| \| \| 2020年（令和2年） \| 8,080人 \| \| |                                        |  |
| 総務省統計局 国勢調査より |                                        |  |
| 1970年（昭和45年） | 14,015人                               |  |
| 1975年（昭和50年） | 13,520人                               |  |
| 1980年（昭和55年） | 13,190人                               |  |
| 1985年（昭和60年） | 13,007人                               |  |
| 1990年（平成2年） | 12,541人                               |  |
| 1995年（平成7年） | 12,174人                               |  |
| 2000年（平成12年） | 11,483人                               |  |
| 2005年（平成17年） | 10,761人                               |  |
| 2010年（平成22年） | 9,847人                                |  |
| 2015年（平成27年） | 8,902人                                |  |
| 2020年（令和2年） | 8,080人                                |  |

## 気候
寒暖の差が大きく気温の年較差、日較差が大きい顕著な大陸性気候である。降雪量が多く、周辺の自治体と同様に特別豪雪地帯に指定されている。
| 向町（1991年 - 2020年）の気候      | 向町（1991年 - 2020年）の気候 | 向町（1991年 - 2020年）の気候 | 向町（1991年 - 2020年）の気候 | 向町（1991年 - 2020年）の気候 | 向町（1991年 - 2020年）の気候 | 向町（1991年 - 2020年）の気候 | 向町（1991年 - 2020年）の気候 | 向町（1991年 - 2020年）の気候 | 向町（1991年 - 2020年）の気候 | 向町（1991年 - 2020年）の気候 | 向町（1991年 - 2020年）の気候 | 向町（1991年 - 2020年）の気候 | 向町（1991年 - 2020年）の気候 |
| 月                                 | 1月                           | 2月                           | 3月                           | 4月                           | 5月                           | 6月                           | 7月                           | 8月                           | 9月                           | 10月                          | 11月                          | 12月                          | 年                            |
| ---------------------------------- | ----------------------------- | ----------------------------- | ----------------------------- | ----------------------------- | ----------------------------- | ----------------------------- | ----------------------------- | ----------------------------- | ----------------------------- | ----------------------------- | ----------------------------- | ----------------------------- | ----------------------------- |
| 最高気温記録 °C （°F）             | 12.4 (54.3)                   | 17.0 (62.6)                   | 20.4 (68.7)                   | 27.6 (81.7)                   | 33.2 (91.8)                   | 33.3 (91.9)                   | 35.9 (96.6)                   | 36.0 (96.8)                   | 34.8 (94.6)                   | 28.9 (84)                     | 24.1 (75.4)                   | 16.8 (62.2)                   | 36.0 (96.8)                   |
| 平均最高気温 °C （°F）             | 1.6 (34.9)                    | 2.6 (36.7)                    | 6.3 (43.3)                    | 13.6 (56.5)                   | 19.8 (67.6)                   | 23.5 (74.3)                   | 26.8 (80.2)                   | 28.3 (82.9)                   | 24.1 (75.4)                   | 18.0 (64.4)                   | 11.1 (52)                     | 4.4 (39.9)                    | 15.0 (59)                     |
| 日平均気温 °C （°F）               | −1.3 (29.7)                   | −1.0 (30.2)                   | 1.9 (35.4)                    | 7.7 (45.9)                    | 13.9 (57)                     | 18.3 (64.9)                   | 22.1 (71.8)                   | 23.2 (73.8)                   | 19.1 (66.4)                   | 12.6 (54.7)                   | 6.3 (43.3)                    | 1.1 (34)                      | 10.3 (50.5)                   |
| 平均最低気温 °C （°F）             | −4.3 (24.3)                   | −4.4 (24.1)                   | −2.1 (28.2)                   | 2.2 (36)                      | 8.5 (47.3)                    | 13.9 (57)                     | 18.4 (65.1)                   | 19.3 (66.7)                   | 15.1 (59.2)                   | 8.1 (46.6)                    | 2.1 (35.8)                    | −1.8 (28.8)                   | 6.3 (43.3)                    |
| 最低気温記録 °C （°F）             | −15.8 (3.6)                   | −15.1 (4.8)                   | −16.0 (3.2)                   | −8.9 (16)                     | −0.7 (30.7)                   | 3.5 (38.3)                    | 7.6 (45.7)                    | 10.0 (50)                     | 3.2 (37.8)                    | −1.9 (28.6)                   | −6.3 (20.7)                   | −14.5 (5.9)                   | −16.0 (3.2)                   |
| 降水量 mm （inch）                 | 168.9 (6.65)                  | 116.6 (4.591)                 | 114.5 (4.508)                 | 104.1 (4.098)                 | 119.2 (4.693)                 | 137.2 (5.402)                 | 233.4 (9.189)                 | 197.6 (7.78)                  | 158.3 (6.232)                 | 148.2 (5.835)                 | 167.2 (6.583)                 | 188.2 (7.409)                 | 1,851.8 (72.906)              |
| 降雪量 cm （inch）                 | 277 (109.1)                   | 212 (83.5)                    | 142 (55.9)                    | 17 (6.7)                      | 0 (0)                         | 0 (0)                         | 0 (0)                         | 0 (0)                         | 0 (0)                         | 0 (0)                         | 13 (5.1)                      | 173 (68.1)                    | 814 (320.5)                   |
| 平均降水日数 （≥1.0 mm）           | 22.7                          | 18.5                          | 17.5                          | 13.8                          | 12.0                          | 10.9                          | 13.4                          | 12.6                          | 12.9                          | 13.9                          | 17.8                          | 21.4                          | 188.3                         |
| 平均月間日照時間                   | 47.1                          | 63.5                          | 110.5                         | 160.5                         | 186.9                         | 154.9                         | 130.0                         | 161.0                         | 124.4                         | 122.5                         | 90.5                          | 48.5                          | 1,402.5                       |
| 出典1：Japan Meteorological Agency |                               |                               |                               |                               |                               |                               |                               |                               |                               |                               |                               |                               |                               |
| 出典2：気象庁                      |                               |                               |                               |                               |                               |                               |                               |                               |                               |                               |                               |                               |                               |

## 歴史
現在の町域はかつて「小国郷」と呼ばれていた。現在も町内を流れる最上小国川にその名をとどめている。
戦国時代には細川直元により小国城が築かれ、最上義光と敵対したが、万騎ヶ原の戦いで敗れて細川氏は滅亡し、最上領となった。江戸時代は最上家の改易により新庄藩領となる。向町に問屋場が置かれ、上方や松前から最上川舟運によって運ばれ、舟形街道の清水河港で陸揚げされた物資を中継し、堺田越を通って仙台藩へと輸送する重要な拠点となった。町東部の笹森には、新庄藩の笹森口留番所が置かれ、物資の監視を行った。
- 1954年（昭和29年）9月1日 - 最上郡東小国村と西小国村が新設合併し、最上町が発足。
- 1958年（昭和33年）1月8日 - 町章を制定[2]。

## 行政
- 町長：髙橋重美（2002年10月から）（「髙」は梯子高）[3]
- 最上広域市町村圏事務組合消防本部　東支署

## 議会
- 町議会

## 経済

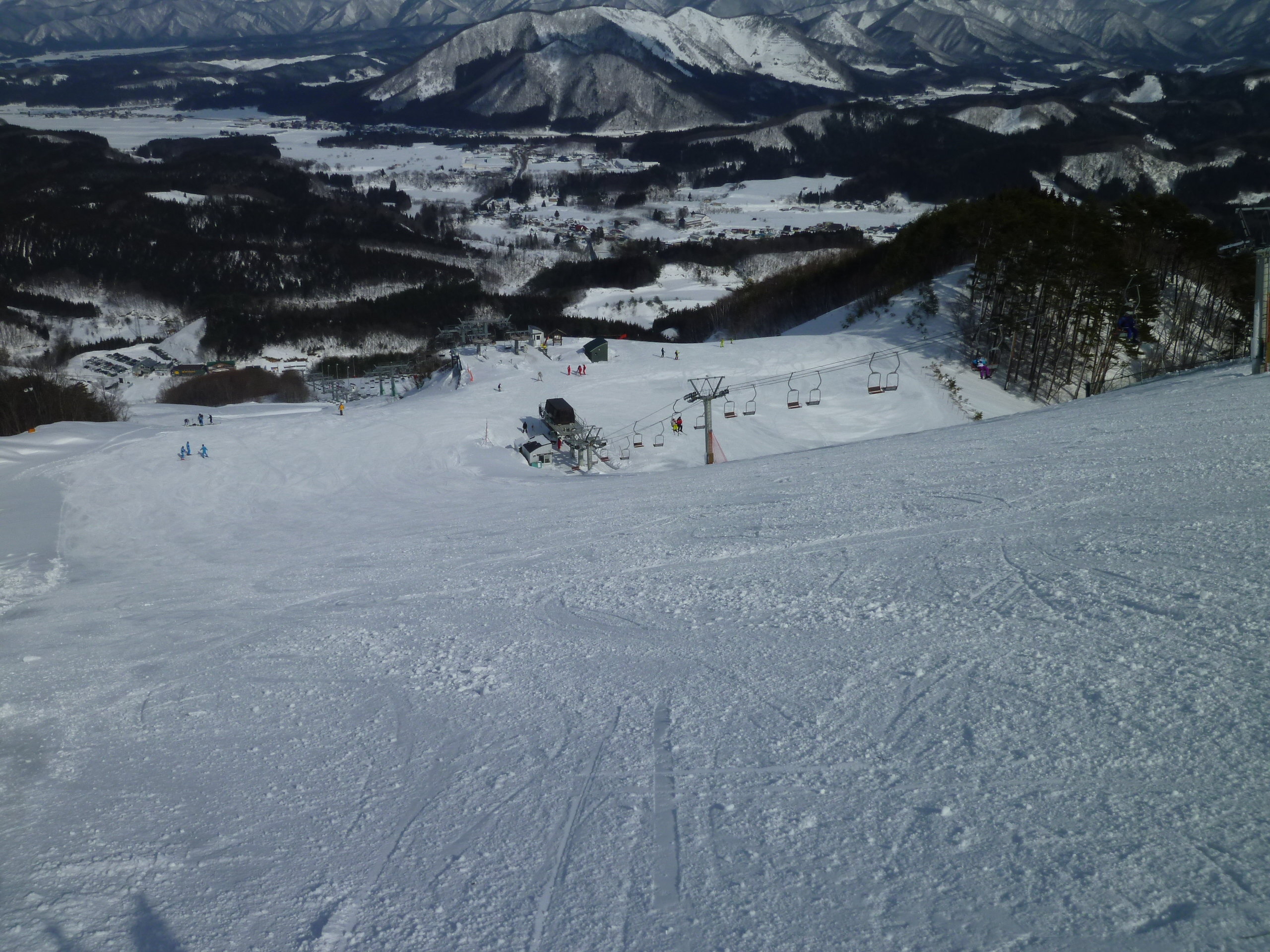
やまがた赤倉温泉スキー場

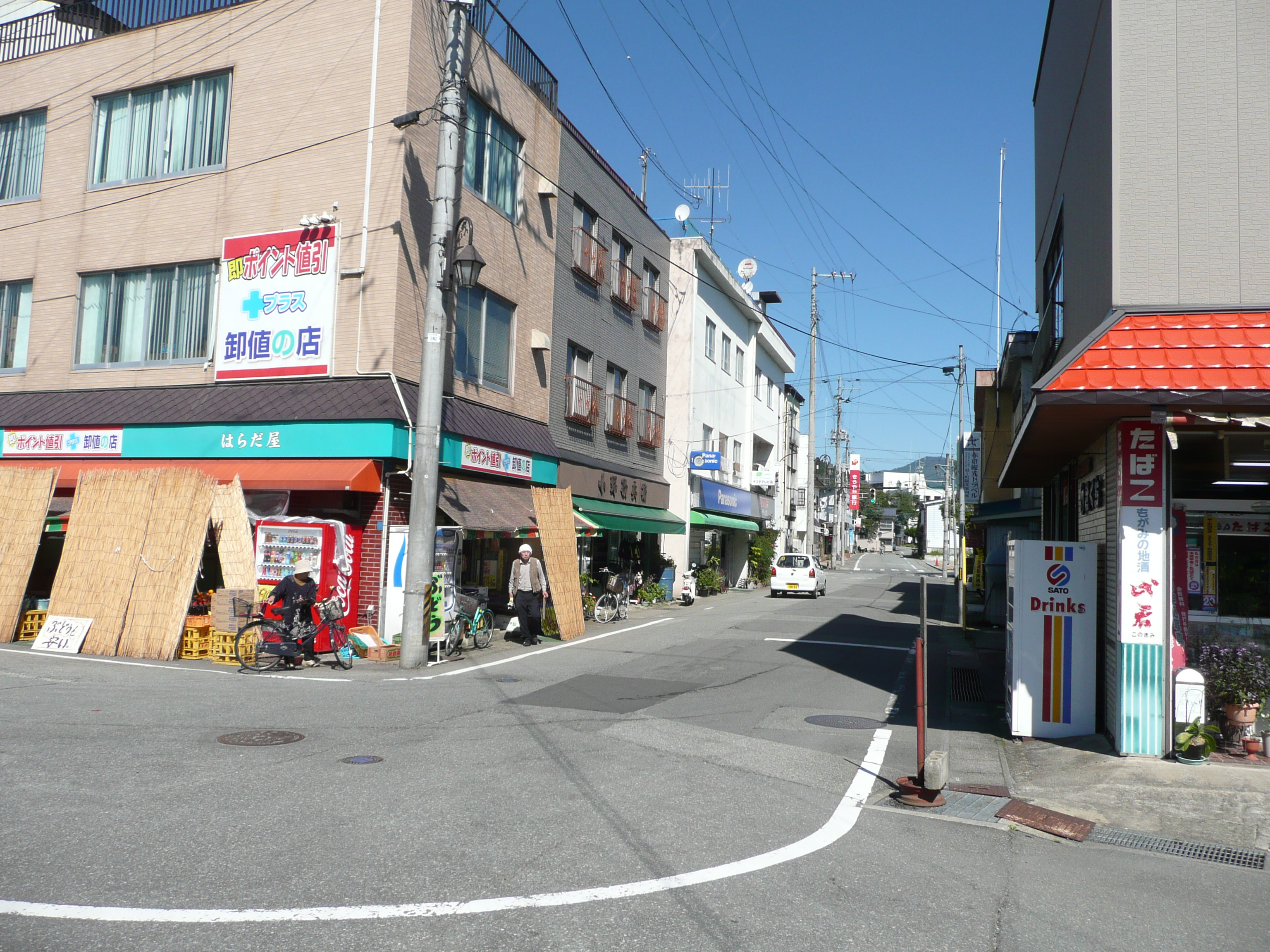
最上駅前

最大の産業は、瀬見温泉や赤倉温泉の温泉や赤倉温泉スキー場でのスキー。その他、夏場の前森高原での自然体験など。2003年に「100万人交流促進条例」を制定し、交流人口拡大に力を入れている。宮城県が2008年10 - 12月に行う「仙台・宮城デスティネーションキャンペーン（DC）」にも、県外ながら参加している。
食品加工工業・農業（町独自の産品としてアスパラガスやヤーコンの栽培に力を入れている）・畜産も盛んである。
かつては「小国駒」と呼ばれた名馬の産地であった。新庄藩により奨励され、定期的に馬市が催され、東北一円に商われるほどの盛況を誇り、大日本帝国陸軍軍馬としても大いに用いられた。町内には、かつて軍馬補充部萩野支部があった。他にも、軍沢に多く居住し、『羽前の勘七』と称えられた「小国大工」、月楯、満沢、杉の入の鉱山があり、明治時代から昭和時代初頭にかけては繁栄していた。
商業の面では新庄市への依存度が高いが、町の中心部である向町にもある程度の商店が息づいており、町内で買い物を完結することはできる。近年、国道47号沿いにコンビニエンスストアの出店が増えている。休日に仙台市へ買い物に行く流れはあるが、日常の買い物で宮城県へ行くことは、ほとんどない。
隣接する宮城県の鳴子温泉地域と共同で日帰り入浴用の「湯めぐりチケット」を発行している。

### 郵便局
- 最上郵便局（集配局）
- 瀬見郵便局
- 羽前赤倉郵便局
- 羽前大堀郵便局

### 金融機関
- 荘内銀行もがみ町支店 - 最上町指定金融機関
- 新庄信用金庫最上町支店

## 姉妹都市
- 三陸町（岩手県気仙郡）
1984年（昭和59年）12月22日、姉妹都市提携。2001年、三陸町は合併により大船渡市となった。

## 教育
高等学校
- 山形県立新庄北高等学校最上校

中学校
- 最上町立最上中学校

小学校
- 最上町立大堀小学校
- 最上町立向町小学校

## 交通

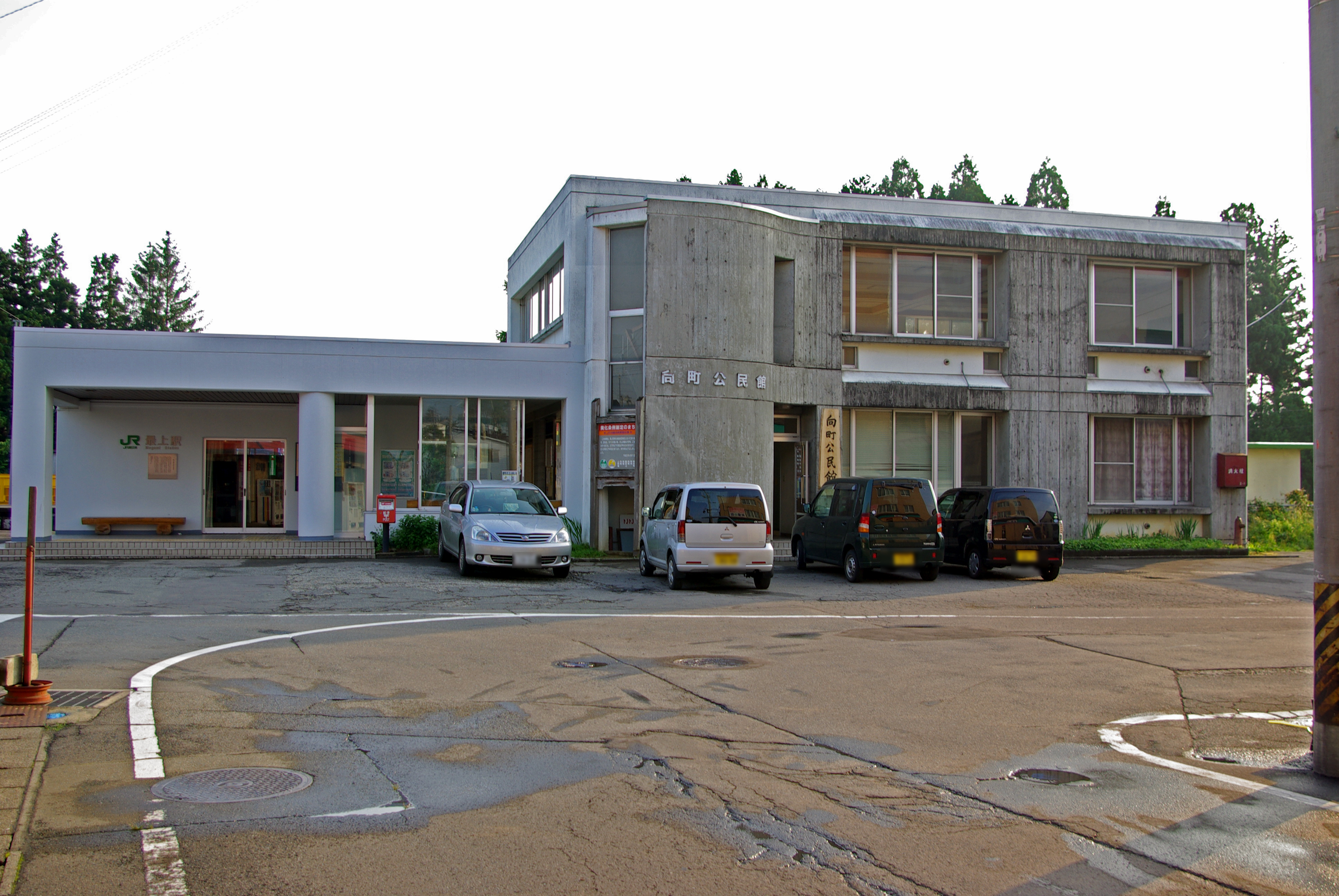
最上駅

最上町は、県外との交通においては、宮城県との関係が強い町である。最上町と他市町をつなぐ公共交通機関はJR陸羽東線のみである。

### 鉄道路線
- 東日本旅客鉄道（JR東日本）
  - 陸羽東線：堺田駅 - 赤倉温泉駅 - 立小路駅 - 最上駅 - 大堀駅 - 鵜杉駅 - 瀬見温泉駅

### デマンド型交通
- デマンドバス
- デマンドタクシー

### 道路

#### 一般国道
- 国道47号

#### 都道府県道
- 主要地方道
  - 山形県道28号尾花沢最上線
  - 山形県道・宮城県道63号最上鬼首線
- 一般県道
  - 山形県道・宮城県道262号最上小野田線
  - 山形県道314号向町最上西公園線
  - 山形県道316号最上西公園線
  - 山形県道325号東法田大堀線
  - 山形県道326号杉ノ入月楯線

#### 道の駅
- もがみ

## 観光ほか

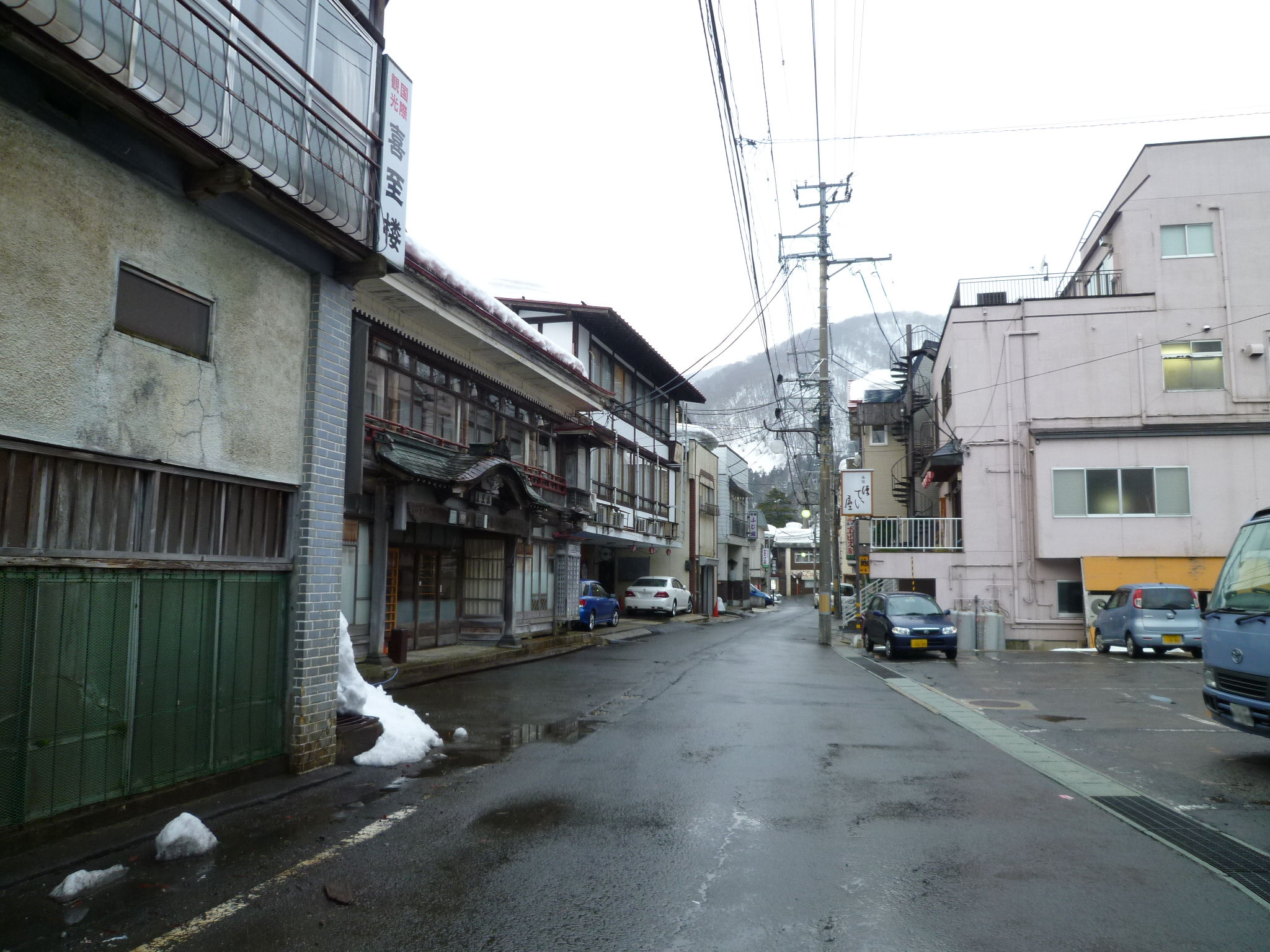
赤倉温泉と最上小国川

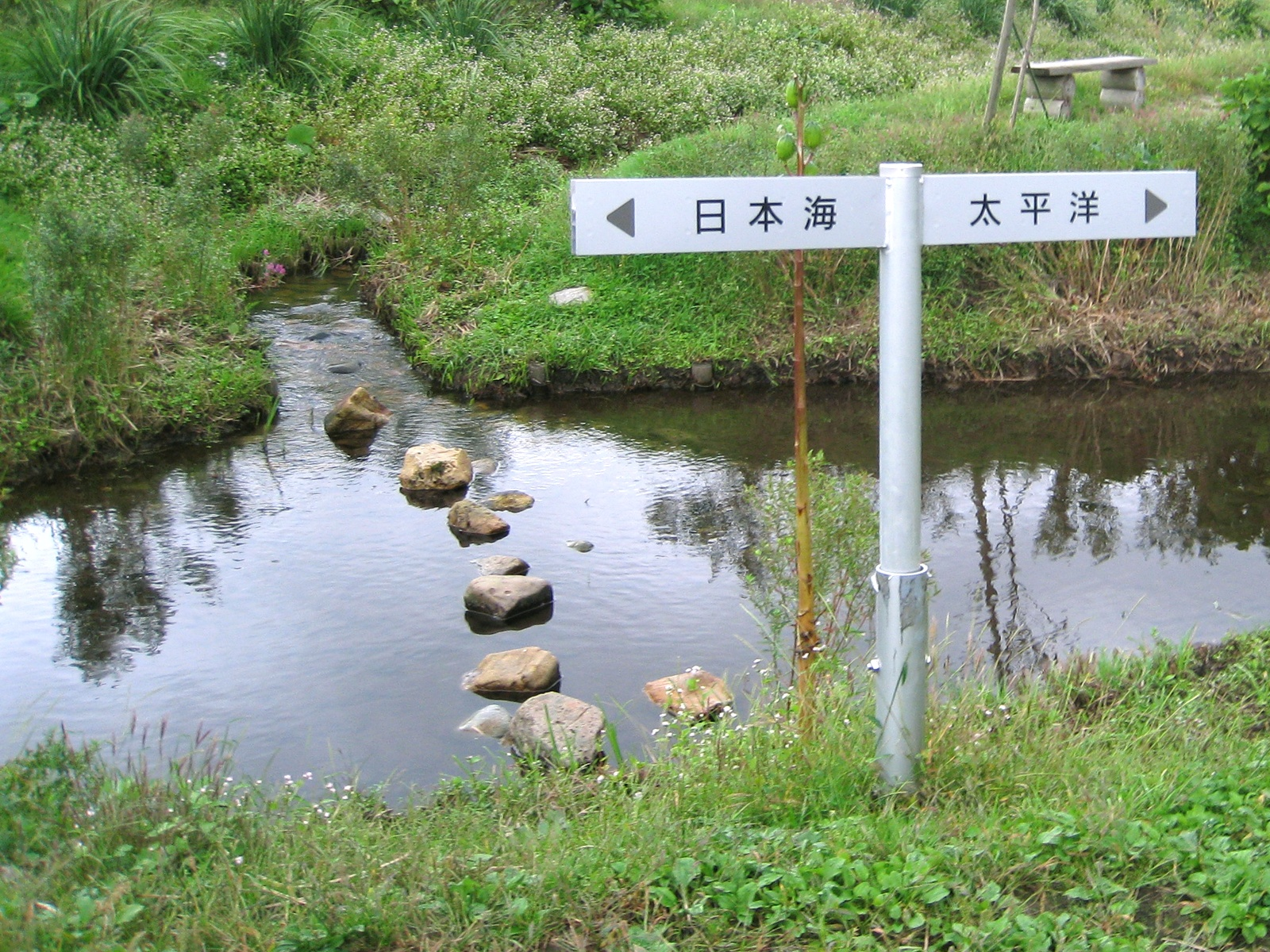
堺田越にある、太平洋（右）と日本海（左）を分ける分水嶺

### 温泉
- 赤倉温泉
- 瀬見温泉

### 文化財
- 旧有路家住宅（国の重要文化財、1969年（昭和44年）12月18日指定、『奥の細道』封人の家）
- 出羽仙台街道 中山越（国の史跡、1990年（平成2年）2月22日指定）
- 最上白川砂防堰堤（景観重要建造物、2013年指定）

### その他
- 東法田には日本最大のアカマツ（幹回り8.56メートル、推定樹齢は600年）が存在したが、2021年までに枯死して伐採された[5]。

## スポーツ
- ブラジルのサッカー選手であるカカは児童交流で最上町を訪れている[6]。11歳の頃にサンパウロFCの下部組織の一員として交流試合でこの町を訪れたカカは、町内産のジャガイモが沢山入ったカレーライスをよく食べたといい、後にこの時のレシピにアスパラガスを加えた「カカカレー」なるご当地グルメが登場している。
- 伝統的な行事として毎年お盆の時期である8月14日、15日に行われる町内野球大会(通称:熱闘盆野球)があり、町内の各集落ごとに分かれ毎年熱戦を繰り広げている。また、全国津々浦々から帰省の親戚や助っ人等も参加可能であり、中には甲子園に出場を果たした名門校出身の選手も参加する集落もある。2021年現在67回開催されている（66、67回大会は新型コロナウィルス感染拡大に伴い中止）。中でも平成以降、法田中地区においてはほぼ毎年決勝に進出するなど圧倒的な強さを見せており、決勝戦のハイレベル化が進んでいる。なお、連続優勝記録は月楯地区（史上初）と法田中地区の4連覇である。

## 著名な出身者
- 海和俊宏：元アルペンスキー選手。ワールドカップスキー スラローム競技日本人初の第一シード。
- 大場満郎：冒険家。
- ケーシー高峰：タレント・漫談家
- ビートきよし：タレント・漫才師
- 大石邦彦：CBCテレビアナウンサー
- 岸善幸：映画監督
- 長谷川公一：社会学者　少年時代を過ごす
- 舩山龍ニ：元JTB社長
- ビートりょう : THE BOHEMIANS・ギター